# Крилосово
Крило́сово (рос. Крылосово) — присілок у складі Первоуральського міського округу Свердловської області.
Населення — 995 осіб (2010, 1021 у 2002).
Національний склад станом на 2002 рік: росіяни — 79 %.